# Parar l'altra galta
"Parar l'altra galta" és una frase esmentada als evangelis de Lluc i de Mateu, de Jesús. Aquest constitueix l'ensenyament de no respondre al mal amb un altre mal, sinó amb el bé, estimant l'enemic. És una resposta directa a la llei del talió de dent per dent i ull per ull, i ha tingut molta influència en el cristianisme i en la moral de la cultura occidental contemporània, tant de manera negativa (com una forma d'acceptació submisa de les agressions) com positiva (com la forma de superar l'espiral de violència). La frase és una de les parts principals de l'anomenat Sermó de la muntanya.
Contemporàniament, ha influït en Lev Tolstoi i l'anarquisme cristià; Mahatma Gandhi i en els moviments de resistència pacífica.

## Interpretacions
Aquesta frase, com amb gran part del Sermó de la Muntanya, ha estat objecte d'interpretacions tant literals com figuratives.

### Interpretació anarquista cristiana
Segons aquesta interpretació, els passatges demanen un no tornar l'agressió fins al punt de facilitar-la contra un mateix. Punt de vista defensat per l'anarquisme cristià, inclòs Lev Tolstoi, qui va presentar el principi de resistència no-violenta en el seu llibre de 1894 El Regne de Déu és dins vostre.

### Interpretació de la resistència noviolenta
Per exemple, l'erudit Walter Wink, al seu llibre Engaging the Powers: Discernment and Resistance in a World of Domination (traduïble com a Compromís amb els poders: discerniment i resistència en un món de dominació), interpreta el passatge com a maneres de subvertir les estructures de poder de l'època.
En l'època de Jesús, diu Wink, colpejar el revés a una persona que es considerava de classe socioeconòmica baixa era un mitjà per afirmar l'autoritat i el domini. Si la persona perseguida "parava l'altra galta", el disciplinador es trobava davant d'un dilema: la mà esquerra s'utilitzava amb finalitats impures, de manera que no es realitzaria un cop de revés a la galta oposada. Una alternativa seria una bufetada amb la mà oberta com a repte o un cop de puny a la persona, però això es va veure com una declaració d'igualtat. Així, girant l'altra galta, el perseguit reclamava la igualtat.
Wink continua amb una interpretació de lliurar la capa a més de la túnica. El deutor s'ha lliurat la camisa de l'esquena, una situació prohibida per la llei hebrea tal com s'indica al Deuteronomi. Donant també la capa al prestador, el deutor quedava reduït a la nuesa. Wink assenyala que es considerava que la nuesa pública provocava vergonya a l'espectador, i no només als nus, com es veu en el cas de Noè.
Wink interpreta el vers posterior del Sermó de la Muntanya com un mètode per fer que l'opressor infringeixi la llei. La llei romana d'Angària, comunament invocada, permetia a les autoritats romanes exigir que els habitants dels territoris ocupats portin missatges i equipament a una distància d'una milla de lloc, però prohibia obligar una persona a anar més enllà d'una milla, amb el risc de patir accions disciplinàries. En aquest exemple, la interpretació no-violenta veu que Jesús va criticar una llei romana injusta i odiada, a més d'aclarir l'ensenyament per estendre's més enllà de la llei jueva.